# Іллінське (Перемишльський район)
Іллінське (рос. Ильинское) — село в Перемишльському районі Калузької області Російської Федерації.
Населення становить 237 осіб. Входить до складу муніципального утворення Село Іллінське.

## Історія
Від 2004 року входить до складу муніципального утворення Село Іллінське

## Населення
| 2002 | 2010 |
| ---- | ---- |
| 200  | ↗237 |